# Daktyl (metryka)
Daktyl (stgr. δάκτυλος dáktylos, dosł. „palec”) – w metryce iloczasowej stopa metryczna składająca się z trzech sylab: jednej długiej i dwóch krótkich. Bierze swą nazwę stąd, że grecki wyraz dáktylos ma właśnie taki układ sylab.
W wierszach polskich odpowiednikiem daktyla jest sekwencja składająca się z jednej sylaby akcentowanej i dwóch nieakcentowanych. W języku polskim stosunkowo niewiele wyrazów to naturalne daktyle (przede wszystkim typu: fizyka, logika oraz chcieliśmy, mieliście, ale także: w ogóle, osiemset, czterokroć), stopę tę częściej tworzy się jako zestrój z enklityką (np. kocham cię) lub dzięki odpowiedniemu łączeniu wyrazów w szyku zdania, jak w pierwszym wersie wiersza Leśmiana Kochankowie:
Ledwo dziewczyna przyszła z daleka
o następującym układzie stóp: daktyl, trochej, daktyl, trochej.
Daktyl jest podstawowym budulcem heksametru daktylicznego.
Daktyl jest naturalny dla wiersza czeskiego, bo tam akcent pada na pierwszą sylabę wyrazu lub zestroju akcentowego. Tendencja daktyliczna występuje w czeskim aleksandrynie, na przykład u Jiříego Ortena w Siódmej elegii.
Padaly slzy mé, padaly do močálů,
padaly na živé království běd a žalu,
padaly nestoudně, Karino, píši vám,
poproste náhrobek, jejž deštěm omývám,
připadám si jak déšť, jenž prší na váš hrob,
připadám si jak pláč, bez času, bez podob,
píši vám, Karino, a nevím, zda jste živa,
zda nejste nyní tam, kde se už netoužívá,
zda zatím neskončil váš nebezpečný věk.
(Jiří Orten - Sedmá elegie)